# 廉兆纶
廉兆纶（？—1867年），清朝大臣，字琴舫。初名师敏，字葆醇，顺天府宁河县（今天津市宁河区）人。
道光二十年（1840年），廉兆纶中进士，授翰林院编修。历任翰林院侍讲学士、内阁学士。咸丰五年（1855年）官至工部侍郎。奉命辅佐曾国藩，帮办江西广信、饶州军务，在江西广信、吉安、抚州一带参与镇压太平天国。请整顿地方团练；撤裁统兵大员，军事责成各省督抚。曾率练勇坚守广信数月，不久因病归乡。咸丰八年（1858年）任户部仓场侍郎，同治二年（1863年）因事罢官。回乡主持问津书院，以修脯自给。四年后去世，著有《深柳堂集》。